# Rock ’n’ Roll (1987)
Rock ’n’ Roll ist ein Dokumentarfilm von Jörg Foth aus dem DEFA-Studio für Dokumentarfilme aus dem Jahr 1987.

## Handlung
Die jungen Berliner Judy und Dean sind 23 Jahre alt und arbeiten im VEB Autotrans. Vier Jahre zuvor lernten sie sich im Berliner Bahnhof Alexanderplatz kennen. Bei einer spontanen Tanzeinlage bemerkten sie, dass sie dafür das gleiche Gefühl haben. Auf den Dächern seines Betriebes gibt Dean Auskunft über seine weiteren Arbeitsaufgaben. Judy ist Sekretärin und wird in ihrem Büro gezeigt, wie sich weigert, einen aus Spaß mitgebrachten Karpfen anzufassen, um diesen in ein Aquarium zu setzen. Durch diesen Hinweis ist zu erkennen, dass es sich am Drehtag um Silvester handelt. Judy und Dean, die in ihrer Freizeit leidenschaftlich Rock ’n’ Roll tanzen, gehen an diesem Tag auf eine Tanztournee zu sechs verschiedenen Abendveranstaltungen in Berlin. Der Spaß, den die beiden bei ihren Auftritten haben, überträgt sich auf die Gäste in den Gaststätten, die zum Mittanzen aufgefordert werden. Bis zum frühen Morgen des Neujahrstages wird ihr Auftritts-Marathon mit der Kamera begleitet. Judy und Dean sind auch privat ein Paar, zum Heiraten ist die Zeit aber noch nicht reif.

## Produktion
Rock ’n’ Roll wurde von der Künstlerischen Arbeitsgruppe „kinobox“ auf ORWO-Color gedreht und hatte am 5. November 1987 im Berliner Kino Kosmos Premiere. Auf dem Nationalen Festival für Dokumentar- und Kurzfilme der DDR vom 12. bis 15. Oktober 1987 wurde er bereits in einer Voraufführung gezeigt. Am 23. April 1988 lief der Film auf den Internationalen Kurzfilmtagen in Oberhausen.

## Kritik
In einem Artikel über das Festival des Dokumentarfilms in Neubrandenburg schrieb E. Gerst in der Neuen Zeit, dass dieser Film einer der wenigen war, bei dem der Humor nicht zu kurz kam.